# 齊藤治和
齊藤 治和（さいとう　はるかず、1956年（昭和31年）1月2日- ）は、日本の航空自衛官。第33代航空幕僚長。職種は飛行（戦闘機操縦士）。TACネームは「GOA」。総飛行時間は約3300時間、その約半分はF-15戦闘機によるもの。
航空総隊司令部の組織改編及び移転に際しては初代副司令官を経て司令官を務める等、一貫して関わってきた。

## 略歴
福井県丹生郡清水町出身、福井県立羽水高等学校卒。
- 1978年（昭和53年）3月：防衛大学校卒業（第22期）、航空自衛隊に入隊
- 1981年（昭和56年）7月：第5航空団第202飛行隊、F-104戦闘機操縦士（最後のF-104機種転換コース）
- 1982年（昭和57年）7月：F-15戦闘機への機種転換を開始
- 1985年（昭和60年）8月：防衛大学校訓練部指導教官
- 1988年（昭和63年）6月：米空軍大学指揮幕僚課程
- 1989年（平成元年）
  - 3月：幹部学校
  - 8月：第6航空団（第303飛行隊総括班長を務める）
- 1991年（平成3年）8月：航空幕僚監部防衛部
- 1993年（平成5年）8月：第7航空団防衛班長
- 1994年（平成6年）8月：第7航空団第305飛行隊長
- 1996年（平成8年）12月：米スタンフォード大学（国際安全保障軍備管理研究所）
- 1997年（平成9年）
  - 1月：1等空佐に昇任
  - 8月：航空幕僚監部防衛部
- 1999年（平成11年）8月：航空幕僚監部防衛部防衛課防衛班長
- 2000年（平成12年）12月8日：第2航空団飛行群司令
- 2003年（平成15年）
  - 3月27日：航空幕僚監部人事教育部補任課長
  - 7月：空将補に昇任
- 2004年（平成16年）3月：第6航空団司令兼小松基地司令
- 2005年（平成17年）7月：航空救難団司令
- 2006年（平成18年）9月：航空幕僚監部運用支援・情報部長
- 2008年（平成20年）8月：航空総隊司令部幕僚長
- 2009年（平成21年）3月：空将に昇任、統合幕僚監部運用部長
- 2010年（平成22年）7月26日：第35代 北部航空方面隊司令官
- 2011年（平成23年）7月1日：初代 航空総隊副司令官
- 2012年（平成24年）3月26日：第41代 航空総隊司令官に就任（同日付で総隊司令部は府中基地から横田基地へ移転）
- 2013年（平成25年）8月22日：第33代 航空幕僚長に就任
- 2015年（平成27年）12月1日：退官